# Papyrus 48
Papyrus 48 (nach Gregory-Aland mit Sigel {\displaystyle {\mathfrak {P}}}48 bezeichnet) ist eine frühe griechische Abschrift des Neuen Testaments. Dieses Papyrusmanuskript der Apostelgeschichte enthält nur die Verse 23,11–17.23–29. Mittels Paläographie wurde es dem 3. oder 4. Jahrhundert zugeordnet. Es besitzt große Ähnlichkeit zu {\displaystyle {\mathfrak {P}}}13.
Der griechische Text des Kodex repräsentiert den Westlichen Texttyp. Kurt Aland ordnete ihn in Kategorie IV ein. Die Alands bezeichneten den Text als frei, jedoch mit D in Verbindung stehend. Das ist bemerkenswert, da {\displaystyle {\mathfrak {P}}}48 und D keinerlei gemeinsames Material haben.
Die Handschrift befindet sich zurzeit in der Biblioteca Medicea Laurenziana unter der Signatur PSI 1165 in Florenz.